# Devinci
Pour les articles homonymes, voir Vinci.
Devinci ou Devinci Cycles est un constructeur canadien de vélos dont le siège social se trouve à Saguenay, au Québec.

## Historique
(août 2018).
- 1987 : Création de Cycles Devinci.
- 1990 : Arrivée de Félix Gauthier, président. Le chiffre d'affaires est alors d'environ 40 000 $ par année
- Années 1990 : 800 cadres sont rappelés, ces derniers n'ayant pas subi de traitement thermique[4]
- 1991 : Début de l'industrialisation de l'entreprise (d'abord artisanale)
- 1993 : Mise en place d'un réseau de détaillants au Québec
- 1994 : Devinci se lance dans la recherche et le développement
- 2001 : Déménagement dans une usine plus grande, toujours à Chicoutimi
- 2002 : Le chiffre d'affaires atteint 7,5 M$
- 2003 : Dévoilement du VTT instrumenté, qui permet de connaître les forces lors d'une épreuve[5]
- 2004 : Agrandissement de l’usine; l’espace d’entreposage double
- 2005 : Inauguration du laboratoire de test
- 2005 : Dévoilement du vélo instrumenté de route
- 2009 : Le Bixi, fabriqué par Devinci[6], est inauguré à Montréal
- 2011 : Devinci intègre le Split Pivot[Quoi ?] par Dave Weagle[Qui ?] sur ces vélos de montagne.

## Vélos libre-service
- Wecycle : Apsen, États-Unis (2013)
- Hubway : Boston, États-Unis (2010)
- Chattanooga : Chattanooga, États-Unis (2012)
- Divy : Chicago, États-Unis (2013)
- Cogo : Colombus, États-Unis (2013)
- Mibici : Guadalajara, Mexique (2014)
- Santander : Londres, Angleterre (2010)
- Melbourne Bike Share : Melbourne, Australie (2010)
- Nice Ride : Minneapolis, États-Unis (2010)
- Bixi : Montréal, Canada (2009)
- Citibike : New-York, États-Unis (2013)
- Bay Area Bike Share : San Francisco, États-Unis (2013)
- Huizi : Toluca, Mexique (2015)
- Bike Share Toronto : Toronto, Canada (2011)
- Wolf Ride Bike Share : Université de Stony Brook, États-Unis (2013)
- Green Bike : Université de Washington DC, États-Unis (2010)
- Capital Bikeshare : Washington DC, États-Unis (2010)